# Караев, Абдулла Исмаил оглы
Абдулла Исмаил оглы Караев (азерб. Abdulla İsmayıl oğlu Qarayev; 1 января 1910, Баку — 1968, Баку) – азербайджанский советский учёный, физиолог, профессор (1940), академик АН Азербайджанской ССР (1949).

## Биография
Aбдулла Караев родился 1 января 1910 года в городе Баку. В 1930 году окончил Азербайджанский государственный университет, а в 1932 году Азербайджанский медицинский институт. В 1932 и 1935 годах прошёл специализацию в лаборатории И. П. Павлова во Всесоюзном институте экспериментальной медицины.
В 1937 — 1938 годах Абдулла Караев организовал первую в Азербайджане экспериментальную физиологическую лабораторию.
В 1940 году был избран профессором Бакинского медицинского института и Азербайджанского государственного университета. В 1941 году приглашен на должность заведующего кафедрой физиологии Азербайджанского государственного университета.
В 1943 году профессор А. Караев был удостоен почетного звания «Заслуженный деятель науки Азербайджанской ССР».
С 1944 по 1950 год был ректором Азербайджанского государственного университета.
В 1949 году профессора А. Караева избрали академиком АН Азербайджанской ССР, а в 1952 году — академиком-секретарем Отделения биологических и сельскохозяйственных наук АН АзССР. С 1956 года руководил Сектором физиологии АН АзССР.
Институт физиологии имени А. И. Караева Национальной академии наук Азербайджана назван в его честь.

## Научная деятельность
Академик Караев проводил исследования по различным вопросам физиологии животных и человека, в особенности, физиологии интерорецепторов (выяснению роли интерорецепторов в регуляции обмена веществ). Основные его научные работы были посвящены вопросам общей физиологии, обмена веществ, реактивности организма. Им было доказано влияние нервной системы на фагоцитарные свойства лейкоцитов. Академик Aбдулла Караев создал теорию о роли эритроцитов как подвижных углеводных депо организма.
А. Караев — основатель школы физиологов в Азербайджанской ССР. Академик Караев был первым директором института физиологии, который ныне носит его имя.

## Научные труды
- Нервно-мышечная физиология и практические работы по этому отделу. — Баку, 1933 (на азерб. яз.)
- Физиология дыхания. — Баку, 1934 (на азерб. яз.)
- Физиология кровообращения. — Баку, 1943 (на азерб. яз.).
- Физиология анализаторов. — Баку, 1945 (на азерб. яз.)
- Эндокринология. — Баку, 1946 (на азерб. яз.)